# Josef Greiner
Josef Greiner (Preding, 28 de junho de 1886 - Viena, 4 de setembro de 1971) foi um escritor austríaco. Ele supostamente conheceu Adolf Hitler durante o tempo em que viveu em Viena e mais tarde publicou duas memórias sobre esse assunto, pelas quais ele é mais conhecido.